# خوشاكو
خوشاكو هي قرية في مقاطعة أرومية، إيران. عدد سكان هذه القرية هو 476 في سنة 2006.